# Козенко, Василий Иванович
Василий Иванович Козенко — советский хозяйственный, государственный и политический деятель.

## Биография
Родился в 1905 году в Алчевске. Член КПСС.
С 1919 года — на хозяйственной, общественной и политической работе. В 1919—1968 гг. — подручный литейщик завода «Земоруд», слесарь в паровозном депо станции Алчевск, начальник технического бюро Зилевского эксплуатационного района, поездной и старший поездной диспетчер Зилевского отделения движения, заместитель начальника Хилокского отделения движения Забайкальской железной дороги, заместитель начальника Абдуловского отделения движения, начальник военно-эксплуатационного управления № 8, начальник службы движения, первый заместитель начальника Ковельской железной дороги, первый заместитель начальника Куйбышевской железной дороги, заместитель начальника Ковельской железной дороги, уполномоченный центрального управления перевозок ВОСО, начальник военно-эксплуатационного управления № 4 на 1-м Белорусском фронте, первый заместитель начальника Приволжской железной дороги, начальник Уфимской железной дороги, первый заместитель начальника Львовской железной дороги, начальник Одесско-Кишинёвской железной дороги.
Избирался депутатом Верховного Совета РСФСР 3-го созыва.
Умер в конце 1970-х годах.